# Antonio Lante Montefeltro della Rovere
Antonio Lante Montefeltro della Rovere (ur. 17 grudnia 1737 w Rzymie, zm. 23 października 1817 tamże) – włoski kardynał.

## Życiorys
Urodził się 17 grudnia 1737 roku w Rzymie, jako syn Filippa Lantego i Marii Virginii Altieri (jego przyrodnim bratem był Alessandro Lante Montefeltro della Rovere). Po studiach został regentem Kancelarii Apostolskiej, a później dziekanem Kamery Apostolskiej. 8 marca 1816 roku został kreowany kardynałem in pectore. Jego nominacja na kardynała prezbitera została ogłoszona na konsystorzu 28 lipca 1817 roku i nadano mu kościół tytularny Santi Quirico e Giulitta. Zmarł 23 października 1817 roku w Rzymie.